# Tiết Nhân Cảo
Tiết Nhân Cảo (薛仁杲, ? - 618), cũng viết là Tiết Nhân Quả (薛仁果), là một hoàng đế của nước Tần thời Tùy mạt Đường sơ. Tiết Nhân Cảo được đánh giá là một tướng lĩnh dũng mãnh song lại quá tàn bạo, ông chỉ giữ được ngôi vị hoàng đế trong ba tháng trước khi buộc phải hàng phục tướng Đường là Lý Thế Dân rồi bị xử tử.

## Phụng sự phụ thân
Năm 617, Kim Thành (huyện) lệnh Hác Viện (郝瑗) thụ mệnh mộ binh trấn áp các cuộc nổi dậy, vì thế đã chiêu mộ vài nghìn lính và giao cho hiệu úy Tiết Cử (cha của Tiết Nhân Cảo) chỉ huy. Vào mùa hè năm 617, sau khi Hác Viện phát khôi giáp và vũ khí cho binh sĩ và thiết tiệc binh sĩ trước khi xuất quân, Tiết Cử cùng trưởng tử Tiết Nhân Cảo và 13 dũng sĩ khác đã bắt Hác Viện và tuyên bố nổi dậy chống lại triều Tùy. Tiết Cử xưng là "Tây Tần Bá Vương", phong Tiết Nhân Cảo làm Tề công, sau đó thăng làm Tề vương.
Được đại tướng Tông La Hầu (宗羅睺) trợ giúp, Tiết Nhân Cảo đã suất quân tiến đánh các quận lân cận, sáp nhập chúng vào nước Tần của cha. Vào mùa thu năm 617, Tiết Cử xưng là Tần Đế, lập Tiết Nhân Cảo làm thái tử. Sau đó, Tiết Nhân Cảo suất quân công chiếm Thiên Thủy, nước Tần rời đô đến đó.
Tiết Nhân Cảo dũng mãnh, có tài cưỡi ngựa bắn cung, được binh lính kính trọng, ông có đến một vạn lính nằm dưới quyền chỉ huy của mình. Tuy nhiên, ông cũng được mô tả là tham lam và tàn bạo. Giả dụ, khi ông bắt giữ Dữu Lập (庾立)- nhi tử của quan Tùy Dữ Tín (庾信), do tức giận vì Dữu Lập dám chống lại, Tiết Nhân Cảo đã treo Dữu Lập lên ngọn lửa và nướng, trong lúc nướng thì chặt dần chân tay và cắt thịt để cho binh lính ăn. Khi ông chiếm được Thiên Thủy, ông tập hợp tất cả phú ông và treo ngược họ lên, đổ giấm vào mũi họ để buộc họ phải giao nộp tài sản đã tích lũy được. Tiết Cử cảnh báo Tiết Nhân Cảo: "Con trí lược tung hoành, làm giúp gia sự cho ta, song lại nghiêm ngặt và tàn ác, vô ơn với người, rốt cuộc sẽ làm nghiêng đổ tông xã của ta."
Khoảng tết năm 618, Tiết Cử phái Tiết Nhân Cảo xuất quân tiến công quận Phù Phong (扶風, nay thuộc Bảo Kê, Thiểm Tây), song quân Tần đã bị quân nổi dậy của Lý Hoằng Chi (李弘芝) và Đường Bật (唐弼) ngăn cản. Tiết Cử phái sứ giả đến thuyết phục Đường Bật quy hàng, Đường Bật đã giết chết Lý Hoằng Chi và sau đó hàng phục Tần. Tuy nhiên, sau đó Tiết Nhân Cảo đã tấn công Đường Bật và đoạt lấy binh sĩ của Đường Bật. Quân Tần tiếp tục tiến về Phù Phong, dự tính sẽ tiếp tục công chiếm kinh thành Trường An của Tùy (đang do tướng Lý Uyên kiểm soát). Lý Uyên phái nhi tử là Lý Thế Dân suất quân tiến công Tiết Nhân Cảo, Tiết Nhân Cảo đại bại.
Vào mùa thu năm 618, Tiết Cử giành được một trận đại thắng trước Lý Thế Dân, buộc Lý Thế Dân phải triệt thoái về kinh thành Trường An của triều Đường. Tiết Cử dự định tiếp tục tiến quân công chiếm Trường An song ngay sau đó đã qua đời, Tiết Nhân Cảo đăng cơ kế vị.

## Trị vì
Do Tiết Cử qua đời, Tiết Nhân Cảo dừng tiến quân trong một thời gian ngắn. Một tháng sau đó, ông đã đánh bật được một cuộc tấn công của tướng Đường là Đậu Quỹ (竇軌). Khi tướng Đường là Lý Thúc Lương (李叔良, nhi tử của lục thúc của Đường Cao Tổ) đem quân đến, Tiết Nhân Cảo đã cho một số tướng sĩ giả vờ đầu hàng, sau đó phục kích Lý Thúc Lương, đánh tan quân Đường. Sau đó, Tiết Nhân Cảo cũng chiếm ưu thế và bắt được tướng Thường Đạt (常達) của Đường.
Tuy nhiên, khi còn là thái tử, ông có mối quan hệ không tốt đẹp với nhiều bộ tướng của cha, và sau khi đăng cơ trở thành hoàng đế, các tướng lĩnh này trở nên lo sợ và không hết lòng ủng hộ ông. Ngoài ra, mưu chủ Hác Viện do quá thương tiếc Tiết Cử nên bản thân cũng lâm bệnh mà qua đời. Ba tháng sau khi Tiết Nhân Cảo đăng cơ, Lý Thế Dân suất quân tiến đến, và sau một trận chiến khốc liệt giữa Lý Thế Dân và Tông La Hầu, Lý Thế Dân đã chiến thắng và tiến đánh Tiết Nhân Cảo. Tiết Nhân Cảo buộc phải lui vào trong thành Cao Chỉ (高墌, nay thuộc Hàm Dương, Thiểm Tây), binh sĩ Tần thấy tình thế vậy liền bắt đầu lũ lượt đầu hàng Lý Thế Dân. Bản thân Tiết Nhân Cảo cuối cùng cũng phải đầu hàng. Cuộc chiến giữa phụ tử Tiết Cử-Tiết Nhân Cảo với triều Đường được gọi là chiến tranh Thiên Thủy Nguyên (淺水原之戰).
Lý Thế Dân tha cho các em trai của Tiết Nhân Cảo và Tông La Hầu, cho họ giữ các chức vụ chỉ huy trong quân đội Đường. Tuy nhiên, khi Lý Thế Dân giải Tiết Nhân Cảo đến Trường An, Đường Cao Tổ đã cho xử tử Tiết Nhân Cảo cũng các bộ tướng Ngỗ Sĩ Chính (仵士政, vì tội đã phục kích Thường Đạt) và Trương Quý (張貴, vì tội vô đạo).